# Olympische Sommerspiele 2024/Teilnehmer (Island)
| Gelbes Symbol für Goldmedaillen mit stilisierten Olympischen Ringen | Graues Symbol für Silbermedaillen mit stilisierten Olympischen Ringen | Braundes Symbol für Bronzemedaillen mit stilisierten Olympischen Ringen |
| ------------------------------------------------------------------- | --------------------------------------------------------------------- | ----------------------------------------------------------------------- |
| —                                                                   | —                                                                     | —                                                                       |

Island nahm mit 5 Athleten (2 Männer und 3 Frauen) an den Olympischen Spielen 2024 vom 26. Juli bis zum 11. August 2024 in Paris teil. Es war die insgesamt 23. Teilnahme an Olympischen Sommerspielen.

## Teilnehmer nach Sportarten

### Leichtathletik
Springen und Werfen
| Athleten                 | Wettbewerb  | Qualifikation | Qualifikation | Finale        | Finale        | Rang |
| Athleten                 | Wettbewerb  | Weite/Höhe    | Rang          | Weite/Höhe    | Rang          | Rang |
| ------------------------ | ----------- | ------------- | ------------- | ------------- | ------------- | ---- |
| Frauen                   |             |               |               |               |               |      |
| Erna Sóley Gunnarsdóttir | Kugelstoßen | 17,39 m       | 20            | ausgeschieden | ausgeschieden | 20   |

### Schießen
Für den Wettbewerb im Skeet der Männer erhielt Island eine Wildcard.
| Athleten         | Wettbewerb | Qualifikation   | Qualifikation | Finale          | Finale        | Rang |
| Athleten         | Wettbewerb | Ringe/ Scheiben | Rang          | Ringe/ Scheiben | Rang          | Rang |
| ---------------- | ---------- | --------------- | ------------- | --------------- | ------------- | ---- |
| Männer           |            |                 |               |                 |               |      |
| Hákon Svavarsson | Skeet      | 116             | 23            | ausgeschieden   | ausgeschieden | 23   |

### Schwimmen
Die olympische Normzeit des Weltverbandes hat mit Anton McKee ein Athlet über 200 m Brust erreicht.
| Athleten                 | Wettbewerb     | Vorlauf     | Vorlauf | Halbfinale    | Halbfinale    | Finale        | Finale        | Rang |
| Athleten                 | Wettbewerb     | Zeit        | Rang    | Zeit          | Rang          | Zeit          | Rang          | Rang |
| ------------------------ | -------------- | ----------- | ------- | ------------- | ------------- | ------------- | ------------- | ---- |
| Frauen                   |                |             |         |               |               |               |               |      |
| Snæfríður Jórunnardóttir | 100 m Freistil | 54,85 s     | 19      | ausgeschieden | ausgeschieden | ausgeschieden | ausgeschieden | 19   |
| Snæfríður Jórunnardóttir | 200 m Freistil | 1:58,32 min | 15      | 1:58,78 min   | 15            | ausgeschieden | ausgeschieden | 15   |
| Männer                   |                |             |         |               |               |               |               |      |
| Anton McKee              | 100 m Brust    | 1:00,62 min | 25      | ausgeschieden | ausgeschieden | ausgeschieden | ausgeschieden | 25   |
| Anton McKee              | 200 m Brust    | 2:10,36 min | 9       | 2:10,42 min   | 15            | ausgeschieden | ausgeschieden | 15   |

### Triathlon
| Athleten          | Wettbewerb | Zeit      | Rang |
| ----------------- | ---------- | --------- | ---- |
| Frauen            |            |           |      |
| Edda Hannesdóttir | Einzel     | 2:10:46 h | 51   |